# Enrico Pasteur
Enrico Eugenio Camillo Pasteur (Genova, 27 agosto 1882 – Genova, 28 novembre 1958) è stato un calciatore, allenatore di calcio, pallanuotista, arbitro di calcio e di pallanuoto italiano.
Era conosciuto come Pasteur II per distinguerlo dal fratello Edoardo, anch'egli calciatore e arbitro.

## Biografia
Fu uno dei primi giocatori del Genoa, portato a giocare nel club ligure dal fratello Edoardo.
Era di famiglia svizzera, imparentato con il batteriologo Louis Pasteur, anche se nacque a Genova.
Sportivo a tutto tondo, oltre al calcio e alla pallanuoto, praticò il motociclismo, l'automobilismo e l'atletica, disciplina in cui ottenne il titolo di campione ligure nei 100 metri piani nel 1902.

### Calciatore
Tra i protagonisti del dominio del Genoa nel campionato italiano degli albori, con i rossoblù vinse quattro campionati. Ricopriva il ruolo di ala sinistra, dotato di una notevole resistenza fisica e morale.
Il suo esordio è datato 16 aprile 1899, nella finale di campionato vinta per tre a uno contro l'Internazionale Torino.
Con il Genoa vincerà anche i campionati 1902, 1903 e 1904.
Partecipò nell'aprile 1903 anche al primo match disputato da un club italiano in terra straniera, incontro che vide il Genoa affrontare il Football Velo-Club de Nice. La partita terminò per tre a zero per i rossoblù e vide Pasteur entrare nel tabellino dei marcatori insieme a Karl Senft, autore di una doppietta.

### Allenatore di calcio
Durante la Prima guerra mondiale guidò la formazione genoana nei trofei e nelle amichevoli che si svolgevano al posto del campionato. Pasteur II è considerato lo scopritore di Ottavio Barbieri, che lanciò in prima squadra durante un'amichevole contro il British Head Quarters, formazione formata da calciatori professionisti britannici sotto le armi.

### Pallanuotista
Sotto la presidenza del Genoa del fratello Edoardo, Enrico fu tra i promotori principali della sezione pallanuoto del Genoa del quale viene spesso considerato il fondatore, distinguendosi anche in questo sport e contribuendo ai successi del club rossoblù. Fu infatti il portiere titolare della squadra nelle stagioni 1914 e 1920, vincendo nella prima il campionato e, nella seconda il Torneo Preolimpico di Millesimo.

### Arbitro
Al termine dell'attività agonistica, divenne stimato arbitro di calcio e pallanuoto.

## Palmarès

### Calcio

#### Club

##### Competizioni nazionali
- Campionato italiano: 4

Genoa: 1899, 1902, 1903, 1904

### Pallanuoto

#### Club

##### Competizioni nazionali
- Campionato italiano: 1

Genoa: 1914